# Прелімінарний мир
Прелімінарний мир або прелімінарний мирний договір (фр. préliminaire — прелімінарії, попередні переговори від лат. prae — перед, попереду та лат. limen (liminis) — поріг, початок) — попередня угода між воюючими сторонами, в якій фіксуються основні положення майбутнього мирного договору. Ним передбачаються умови припинення стану війни, можливі територіальні зміни та зміни кордонів, порядок обміну військовополоненими, відшкодування збитків тощо. Прелімінарний мирний договір також може містити положення про утворення комісії по делімітації кордонів, звільнення окупованих територій тощо. Прелімінарні домовленості не є обов'язковою умовою у міжнародному праві для укладення мирної угоди.